# Renault R29
Renault R29  je vůz formule 1 týmu Renault F1, který se účastnil mistrovství světa v roce 2009. Monopost byl představen 19. ledna v Portimãu.

## Popis
Tým ING Renault F1 patřil v loňské sezóně, hlavně v jejím závěru, k týmům s největším progresem. To bylo největší motivací týmu při konečné fázi vývoje nového vozu R29. Tak jako všechny vozy pro letošní sezónu i Renault vycházel z platných předpisů a pravidel pro sezónu 2009. Nový tvar vozu vznikal v aerodynamickém tunelu již v únoru 2008 a hlavní část vývoje se soustředila na fungování aerodynamického baličku jako celku. Důležité během této práce byla koordinace váhy a počítat také se systémem KERS. Výsledkem tohoto snažení byl vývoj a použití materiálů jako uhlíko – titanový kryt převodovky, také se zvýšil podíl materiálu MMC hliníku a hořčíku. Renault začal pracovat na systému KERS již v roce 2007 za spolupráce s firmou Magnetti Marelli. Systém je generátor propojený na předek motoru, který nabíjí baterii při brzdění a uvolňuje energii pro zrychlení.
Předek vozu je naprosto odlišný, s ohledem na minulé roky a taky na konkurenci. Vůz si zachoval hřbetní ploutev, kterou tým používal u typu R28. Vzhledem k novým pravidlům a zákazu přídavných aerodynamických plošek a křidélek je vůz uhlazenější a karoserie čistší.

## Technická data
- Délka: 4 800 mm
- Šířka: 1 800 mm
- Výška: 950 mm
- Váha: 605 kg (včetně pilota, vody a oleje)
- Rozchod kol vpředu:
- Rozchod kol vzadu:
- Rozvor:
- Převodovka: Renault L 7stupňová poloautomatická sekvenční s elektronickou kontrolou.
- Brzdy: AP Racing
- Motor: RS27
  - V8 90°
  - Zdvihový objem: 2.400 cm³
  - Výkon:
  - Vrtání:
  - Zdvih:
  - Ventily: 32
  - Mazivo: Total
  - Palivo: Total
  - Váha: > 95 kg
  - Vstřikování
  - Palivový systém
- Pneumatiky: Bridgestone

## Testy vozu R29
| Trať      | Datum | Jezdec            | Pořadí | Čas      | Kol |
| --------- | ----- | ----------------- | ------ | -------- | --- |
| Algarve   | 19.1. | Nelson Piquet Jr. | 4.     | 1:48.907 | 33  |
| Algarve   | 20.1. | Nelson Piquet Jr. | 4.     | 1:45,860 | 9   |
| Algarve   | 21.1. | Fernando Alonso   | 5.     | 1:31.743 | 84  |
| Jerez     | 10.2. | Nelson Piquet Jr. | 5.     | 1:23,313 | 35  |
| Jerez     | 11.2. | Nelson Piquet Jr. | 5.     | 1:21,908 | 49  |
| Jerez     | 12.2. | Fernando Alonso   | 5.     | 1:21,307 | 133 |
| Jerez     | 13.2. | Fernando Alonso   | 3.     | 1:19,846 | 109 |
| Jerez     | 1.3.  | Nelson Piquet Jr. | 8.     | 1:22.011 | 52  |
| Jerez     | 2.3.  | Nelson Piquet Jr. | 7.     | 1:33,476 | 66  |
| Jerez     | 3.3.  | Fernando Alonso   | 3.     | 1:20,296 | 152 |
| Jerez     | 4.3.  | Fernando Alonso   | 1.     | 1:19,945 | 129 |
| Barcelona | 9.3.  | Nelson Piquet Jr. | 5.     | 1:21,662 | 124 |
| Barcelona | 10.3. | Fernando Alonso   | 8.     | 1:21,937 | 111 |
| Barcelona | 11.3. | Fernando Alonso   | 5.     | 1:20,863 | 107 |
| Barcelona | 12.3. | Fernando Alonso   | 5.     | 1:20,664 | 64  |
| Jerez     | 15.3. | Fernando Alonso   | 2.     | 1:19,819 | 40  |
| Jerez     | 16.3. | Fernando Alonso   | 1.     | 1:18,343 | 99  |
| Jerez     | 17.3. | Nelson Piquet Jr. | 3.     | 1:18,382 | 128 |
| Jerez     | 1.12. | Bertrand Baguette | 9.     | 1:20,511 | 105 |
| Jerez     | 2.12. | Lucas di Grassi   | 10.    | 1:20,898 | 55  |
| Jerez     | 2.12. | Tung Che-pin      | 11.    | 1:21,492 | 67  |
| Jerez     | 3.12. | Lucas di Grassi   | 9.     | 1:19,602 | 123 |
| Jerez     | 3.12. | Tung Che-pin      | 16.    | 1:32,477 | 4   |

## Výsledky v sezoně 2009

### Závod a kvalifikace
| Legenda k tabulce | Legenda k tabulce                                                                       |
| Barva             | Výsledek                                                                                |
| ----------------- | --------------------------------------------------------------------------------------- |
| Zlatá             | Vítěz                                                                                   |
| Stříbrná          | 2. místo                                                                                |
| Bronzová          | 3. místo                                                                                |
| Zelená            | Bodované umístění                                                                       |
| Modrá             | Nebodované umístění                                                                     |
| Modrá             | Dokončil neklasifikován (NC)                                                            |
| Fialová           | Odstoupil (Ret)                                                                         |
| Červená           | Nekvalifikoval se (DNQ)                                                                 |
| Červená           | Nepředkvalifikoval se (DNPQ)                                                            |
| Černá             | Diskvalifikován (DSQ)                                                                   |
| Bílá              | Nestartoval (DNS)                                                                       |
| Bílá              | Závod zrušen (C)                                                                        |
| Světle modrá      | Pouze trénoval (PO)                                                                     |
| Světle modrá      | Páteční testovací jezdec (TD)                                                           |
| Bez barvy         | Netrénoval (DNP)                                                                        |
| Bez barvy         | Vyřazen (EX)                                                                            |
| Bez barvy         | Nepřijel (DNA)                                                                          |
| Bez barvy         | Odvolal účast (WD)                                                                      |
| Bez barvy         | Nezúčastnil se (prázdné)                                                                |
| Označení          | Význam                                                                                  |
| Tučnost           | Pole position                                                                           |
| Kurzíva           | Nejrychlejší kolo                                                                       |
| †                 | Jezdec nedojel do cíle, ale byl klasifikován, protože odjel více než 90 % délky závodu. |
| ‡                 | Byl udělován poloviční počet bodů, protože bylo odjeto méně než 75 % délky závodu.      |
| Horní index       | Umístění bodujících jezdců ve sprintu                                                   |

| Rok  | Šasi       | Motor              | Pneu | Jezdci            | 1   | 2   | 3   | 4   | 5   | 6   | 7   | 8   | 9   | 10  | 11  | 12  | 13  | 14  | 15  | 16  | 17  | Body   | Pořadí |
| ---- | ---------- | ------------------ | ---- | ----------------- | --- | --- | --- | --- | --- | --- | --- | --- | --- | --- | --- | --- | --- | --- | --- | --- | --- | ------ | ------ |
| 2009 | Renault F1 | Renault R27 2.4 V8 | B    |                   | AUS | MAL | CHN | BHR | ESP | MON | TUR | GBR | GER | HUN | EUR | BEL | ITA | SIN | JPN | BRA | ABU | 26     | 8      |
| 2009 | Renault F1 | Renault R27 2.4 V8 | B    | Fernando Alonso   | 5   | 11  | 9   | 8   | 5   | 7   | 10  | 14  | 7   | Ret | 6   | Ret | 5   | 3   | 10  | Ret | 14  | 26     | 8      |
| 2009 | Renault F1 | Renault R27 2.4 V8 | B    | Nelson Piquet jr. | Ret | 13  | 16  | 10  | 12  | Ret | 16  | 12  | 13  | 12  |     |     |     |     |     |     |     | 26     | 8      |
| 2009 | Renault F1 | Renault R27 2.4 V8 | B    | Romain Grosjean   |     |     |     |     |     |     |     |     |     |     | 15  | Ret | 15  | Ret | 16  | 13  | 18  | 26     | 8      |
| 2009 | Renault F1 | Renault R27 2.4 V8 | B    | Kvalifikace       | AUS | MAL | CHN | BHR | ESP | MON | TUR | GBR | GER | HUN | EUR | BEL | ITA | SIN | JPN | BRA | ABU | Průměr | Průměr |
| 2009 | Renault F1 | Renault R27 2.4 V8 | B    | Fernando Alonso   | 10  | 9   | 2   | 7   | 8   | 9   | 8   | 10  | 12  | 1   | 8   | 13  | 8   | 6   | 12  | 10  | 16  | 8,76   | 11,88  |
| 2009 | Renault F1 | Renault R27 2.4 V8 | B    | Nelson Piquet jr. | 14  | 17  | 16  | 15  | 12  | 12  | 17  | 14  | 10  | 14  |     |     |     |     |     |     |     | 14,1   | 11,88  |
| 2009 | Renault F1 | Renault R27 2.4 V8 | B    | Romain Grosjean   |     |     |     |     |     |     |     |     |     |     | 14  | 19  | 12  | 19  | 18  | 13  | 19  | 16,29  | 11,88  |

### Přehled umístění v tréninku
| Jezdci            | 1   | 1   | 1    | 2   | 2   | 2    | 3   | 3   | 3    | 4   | 4   | 4    | 5   | 5   | 5    | 6   | 6   | 6    | 7   | 7   | 7    | 8   | 8   | 8    | 9   | 9   | 9    | 10  | 10  | 10   | 11  | 11  | 11   | 12  | 12  | 12   | 13  | 13  | 13   | 14  | 14  | 14   | 15  | 15  | 15   | 16  | 16  | 16   | 17  | 17  | 17   |
| ----------------- | --- | --- | ---- | --- | --- | ---- | --- | --- | ---- | --- | --- | ---- | --- | --- | ---- | --- | --- | ---- | --- | --- | ---- | --- | --- | ---- | --- | --- | ---- | --- | --- | ---- | --- | --- | ---- | --- | --- | ---- | --- | --- | ---- | --- | --- | ---- | --- | --- | ---- | --- | --- | ---- | --- | --- | ---- |
| 2009              | AUS | AUS | AUS  | MAL | MAL | MAL  | CHN | CHN | CHN  | BHR | BHR | BHR  | ESP | ESP | ESP  | MON | MON | MON  | TUR | TUR | TUR  | GBR | GBR | GBR  | GER | GER | GER  | HUN | HUN | HUN  | EUR | EUR | EUR  | BEL | BEL | BEL  | ITA | ITA | ITA  | SIN | SIN | SIN  | JPN | JPN | JPN  | BRA | BRA | BRA  | ABU | ABU | ABU  |
| Renault           | I.  | II. | III. | I.  | II. | III. | I.  | II. | III. | I.  | II. | III. | I.  | II. | III. | I.  | II. | III. | I.  | II. | III. | I.  | II. | III. | I.  | II. | III. | I.  | II. | III. | I.  | II. | III. | I.  | II. | III. | I.  | II. | III. | I.  | II. | III. | I.  | II. | III. | I.  | II. | III. | I.  | II. | III. |
| Fernando Alonso   | 10  | 12  | 17   | 16  | 15  | 14   | 9   | 19  | 19   | 18  | 2   | 13   | 17  | 3   | 10   | 9   | 11  | 1    | 8   | 2   | 19   | 5   | 5   | 8    | 10  | 8   | 2    | 9   | 12  | 16   | 9   | 1   | 15   | 3   | 14  | 17   | 4   | 3   | 8    | 4   | 2   | 15   | 7   | 7   | 13   | 16  | 1   | 4    | 16  | 16  | 16   |
| Nelson Piquet jr. | 18  | 19  | 19   | 14  | 10  | 16   | 20  | 16  | 5    | 13  | 15  | 6    | 7   | 8   | 15   | 12  | 10  | 15   | 14  | 10  | 11   | 18  | 10  | 13   | 15  | 10  | 16   | 17  | 15  | 14   |     |     |      |     |     |      |     |     |      |     |     |      |     |     |      |     |     |      |     |     |      |
| Romain Grosjean   |     |     |      |     |     |      |     |     |      |     |     |      |     |     |      |     |     |      |     |     |      |     |     |      |     |     |      |     |     |      | 17  | 13  | 10   | 13  | 5   | 4    | 15  | 2   | 11   | 20  | 19  | 19   | 20  | 14  | 11   | 20  | 11  | 6    | 20  | 18  | 18   |